# Zemětice
Zemětice är en ort i Tjeckien.   Den ligger i regionen Plzeň, i den västra delen av landet, 110 km sydväst om huvudstaden Prag. Zemětice ligger 379 meter över havet och antalet invånare är 266.
Terrängen runt Zemětice är platt. Runt Zemětice är det ganska tätbefolkat, med 104 invånare per kvadratkilometer. Närmaste större samhälle är Nýřany, 14,9 km norr om Zemětice. I omgivningarna runt Zemětice växer i huvudsak blandskog.